# Cély
 Cély  es una población y comuna francesa, en la región de Isla de Francia, departamento de Sena y Marne, en el distrito de Melun y cantón de Perthes.

## Demografía
| 441 | 445 | 556 | 822 | 960 | 1010 | 1071 | 1089 | 1180 | 1156 | 1238 |
| Para los censos de 1962 a 1999 la población legal corresponde a la población sin duplicidades (Fuente: INSEE [Consultar]) |     |     |     |     |      |      |      |      |      |      |